# Riyad Djendouci
Riyad Djendouci (en arabe : رياض جندوسي), né le 8 janvier 1988, est un nageur algérien. Il est le frère jumeau de Badis Djendouci.

## Carrière
Riyad Djendouci est médaillé d'or du 4 x 200 mètres nage libre aux Championnats d'Afrique de natation 2006 à Dakar. 
Aux Jeux africains de 2007 à Alger, Riyad Djendouci est médaillé d'argent des relais 4 x 100 mètres quatre nages et 4 x 200 mètres nage libre.
Il remporte la même année aux Jeux panarabes au Caire la médaille d'or des relais 4 x 100 mètres nage libre et 4 x 200 mètres nage libre ainsi que la médaille de bronze sur 50 et 100 mètres papillon.
Aux Championnats d'Afrique de natation 2010 à Casablanca, il est médaillé d'argent des relais 4 x 100 mètres nage libre et 4 x 100 mètres quatre nages ainsi que médaillé de bronze du relais 4 x 200 mètres nage libre. 
Il remporte ensuite aux Jeux africains de 2011 à Maputo la médaille d'argent des relais 4 x 100 mètres quatre nages et 4 x 200 mètres nage libre . Il obtient la même année aux Jeux panarabes à Doha la médaille d'argent du relais 4 x 100 mètres nage libre. 
Aux Championnats d'Afrique de natation 2012 à Nairobi, il est médaillé de bronze du 50 mètres dos et du relais 4 x 100 mètres nage libre. 
Il dispute les Jeux de la solidarité islamique de 2013 à Palembang, où il remporte notamment avec son frère jumeau Badis Djendouci la médaille d'argent du 4 x 100 mètres nage libre.
Aux Jeux africains de 2015 à Brazzaville, Riyad Djendouci est médaillé de bronze du relais 4 x 100 mètres nage libre.
Il est médaillé de bronze du 50 mètres dos aux Championnats arabes de natation 2016 à Dubaï.